# برج کبوتر خسروشاه
برج کبوتر خسروشاه مربوط به دوره قاجار است و در شهرستان تبریز، بخش خسروشاه، شهر خسروشاه، روبروی ساختمان شهرداری واقع شده و این اثر در تاریخ ۲۰ اردیبهشت ۱۳۸۶ با شمارهٔ ثبت ۱۹۰۹۹ به‌عنوان یکی از آثار ملی ایران به ثبت رسیده است.